# Greedy People (película)
Greedy People es una película estadounidense de comedia y misterio, dirigida por Potsy Ponciroli y escrita por Michael Vukadinovich. La película está protagonizada por Joseph Gordon-Levitt, Lily James, Himesh Patel, Simon Rex, Tim Blake Nelson, Joey Lauren Adams, José María Yazpik, Uzo Aduba y Jim Gaffigan.

## Sinopsis
Un policía de un pequeño pueblo isleño tiene que investigar un asesinato y el hallazgo de una gran suma de dinero.

## Reparto
- Joseph Gordon-Levitt
- Lily James
- Himesh Patel
- Tim Blake Nelson
- Traci Lords
- Joey Lauren Adams
- Uzo Aduba
- Jim Gaffigan
- Simon Rex
- Nina Arianda
- Neva Howell
- José María Yazpik
- Yingling Zhu

## Producción
La película se tituló inicialmente The Problem with Providence. En mayo de 2022 se anunció el inicio del rodaje, con Lily James, Joseph Gordon-Levitt y Himesh Patel en la película financiada y producida por Limelight, Boies Schiller Entertainment y Hideout Pictures, dirigida por Potsy Ponciroli y escrita por Michael Vukadinovich. Los productores son David Boies, Zack Schiller, Shannon Houchins, Dylan Sellers y Chris Parker con los productores ejecutivos Tyler Zacharia, Sam Slater, Phil Keefe y Dane Eckerle con Vukadinovich. El 13 de mayo, se reveló que Tim Blake Nelson, Uzo Aduba, Simon Rex, Nina Arianda, Jim Gaffigan, José María Yazpik y Joey Lauren Adams se habían unido al reparto. El rodaje tuvo lugar en Southport, Carolina del Norte, entre el 9 de mayo y el 11 de junio de 2022. En octubre de 2023, se retituló Greedy People.

## Lanzamiento
En febrero de 2024, Lionsgate adquirió los derechos de distribución nacional de la película; su división india también adquirió los derechos de distribución para la India y Filipinas de Mister Smith Entertainment.